# La Cabra Mecánica
La Cabra Mecánica (in italiano La capra meccanica) è un gruppo pop rock spagnolo formato da Miguel Ángel Hernando (detto Lichis) e altri musicisti che sono cambiati durante gli anni, ed è caratterizzato da una musica che unisce molti stili diversi.

## Opere
Il primo disco, uscito nel 1997, intitolato Cuando me suenan las tripas (quando mi suona la pancia), prodotto da Cataldo Torelli per la casa discografica Discos Radiactivos Organizados (DRO), viene ben accolto dalla critica e il singolo Reina de la Mantequilla (regina del burro) raggiunge le trasmissioni radiofoniche.
Nel 1999 esce il secondo disco, intitolato Cabrón (caprone), prodotto da Juanjo Melero, che ottiene dalla critica una accoglienza molto più modesta, tuttavia il gruppo Celtas Cortos chiama La Cabra Mecánica come gruppo di supporto per il suo tour del 2000, dando loro la possibilità di provare le proprie canzoni dal vivo.
Il terzo disco, del 2001, intitolato Vestidos de domingo (vestiti della domenica), prodotto da Alejo Stivel, è un notevole successo, soprattutto il primo singolo La lista de la compra (la lista della spesa), in collaborazione con María Jiménez.
Nel 2003 pubblicano il loro primo disco live, intitolato Ni jaulas ni peceras (né gabbie né acquari), registrato il 25 e 28 novembre nel teatro Jacinto Benavente in Galapagar, che include buona parte delle loro canzoni più conosciute più quattro inediti. Sono presenti anche vari guest, tra cui Ismael Serrano e i Fito & Fitipaldis. Il disco contiene come bonus track la canzone No me llames iluso, che è stata la colonna sonora dello spot della lotteria di beneficenza ONCE nel 2003.
Nel 2005 esce quello che fino ad adesso è l'ultimo disco, intitolato Hotel Lichis, in cui appaiono 13 inediti.

## Discografia
- Cuando me suenan las tripas (1997)
- Cabrón (1999)
- Vestidos de domingo (2001)
- Ni jaulas ni peceras (2003)
- Hotel Lichis (2005)
- Carne de canción (2009)